# Stojan Ignatov
Stojan Ignatov (n. 22 decembrie , 1979) este un fotbalist din Macedonia, care joacă pentru clubul de fotbal Ethnikos Achna pe postul de mijlocaș central. În România a jucat la Politehnica Iași.